# Какігорі
Какігорі (англ. Kakigōri; яп. かき氷) — традиційний японський десерт з льоду, сиропу, ароматних добавок та різних підсолоджувачів (частіше це згущене молоко). Його продають в Японії на фестивалях, святах, у споживчих магазинах, кафе та ресторанах. Особливо він популярний улітку в жарку погоду.

## Історія
Відомо, що японці готували какігорі ще в 11 столітті для аристократів. Більш доступним цей десерт став в 19 столітті, коли японці навчились використовувати лід в літні місяці.

## Інгредієнти та приготування
Готують какігорі з льоду, який ручним або машинним способом нарізують. Найпопулярнішими інгредієнтами для сиропів та ароматів є полуниця, вишня, лимон, зелений чай, виноград, диня, слива тощо. Для того щоб какігорі був солодким, використовують переважно згущене молоко.

## Види какігорі
Шірокума — це один із різновидів какігорі, який готують в місті Кагосіма. Особливість цього виду десерту в тому, що додатково його поливають зверху солодкою бобовою пастою. Перекладається назва шірокума як «білий ведмідь».

## Галерея

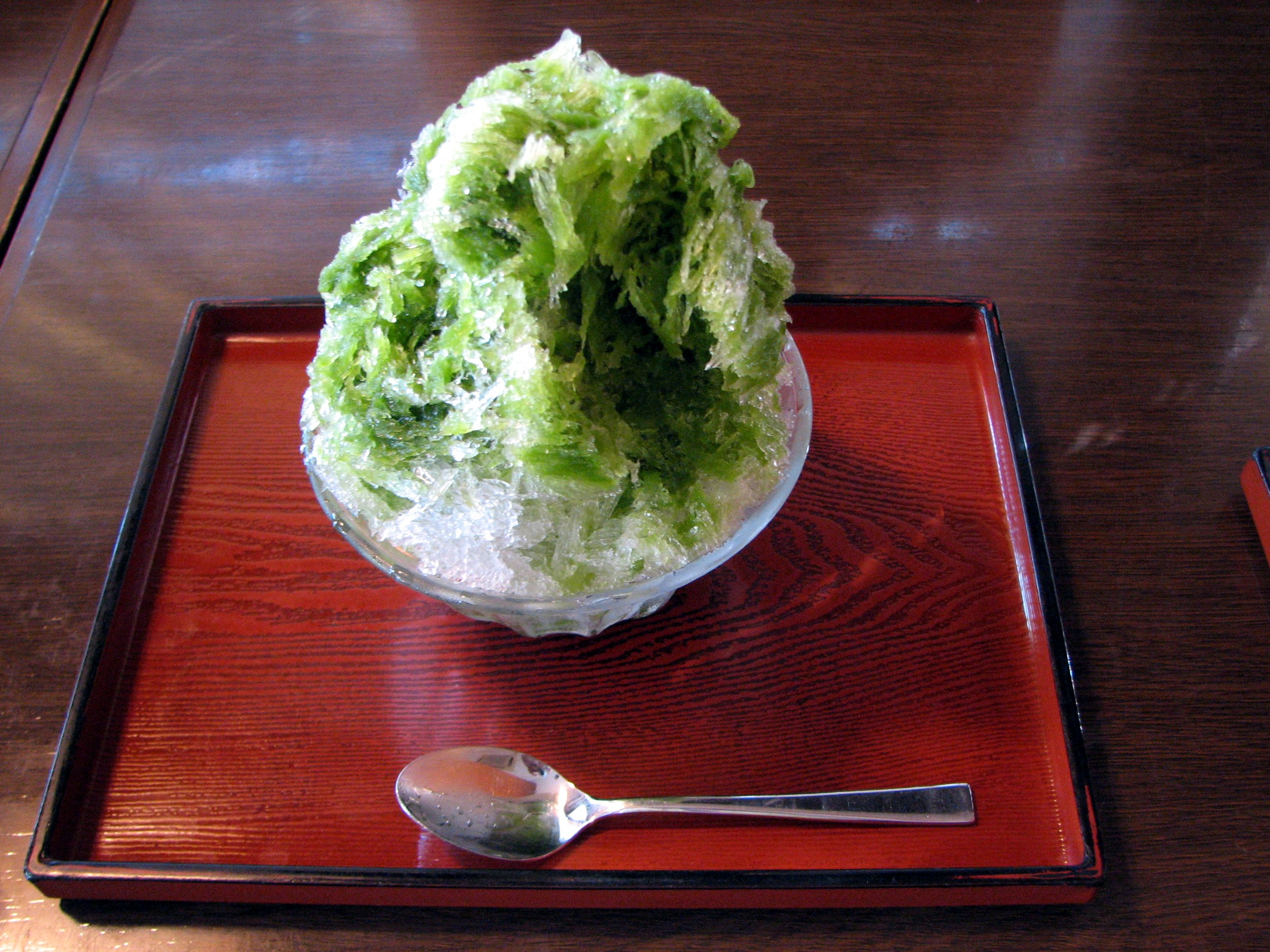
Какігорі з зеленим чаєм
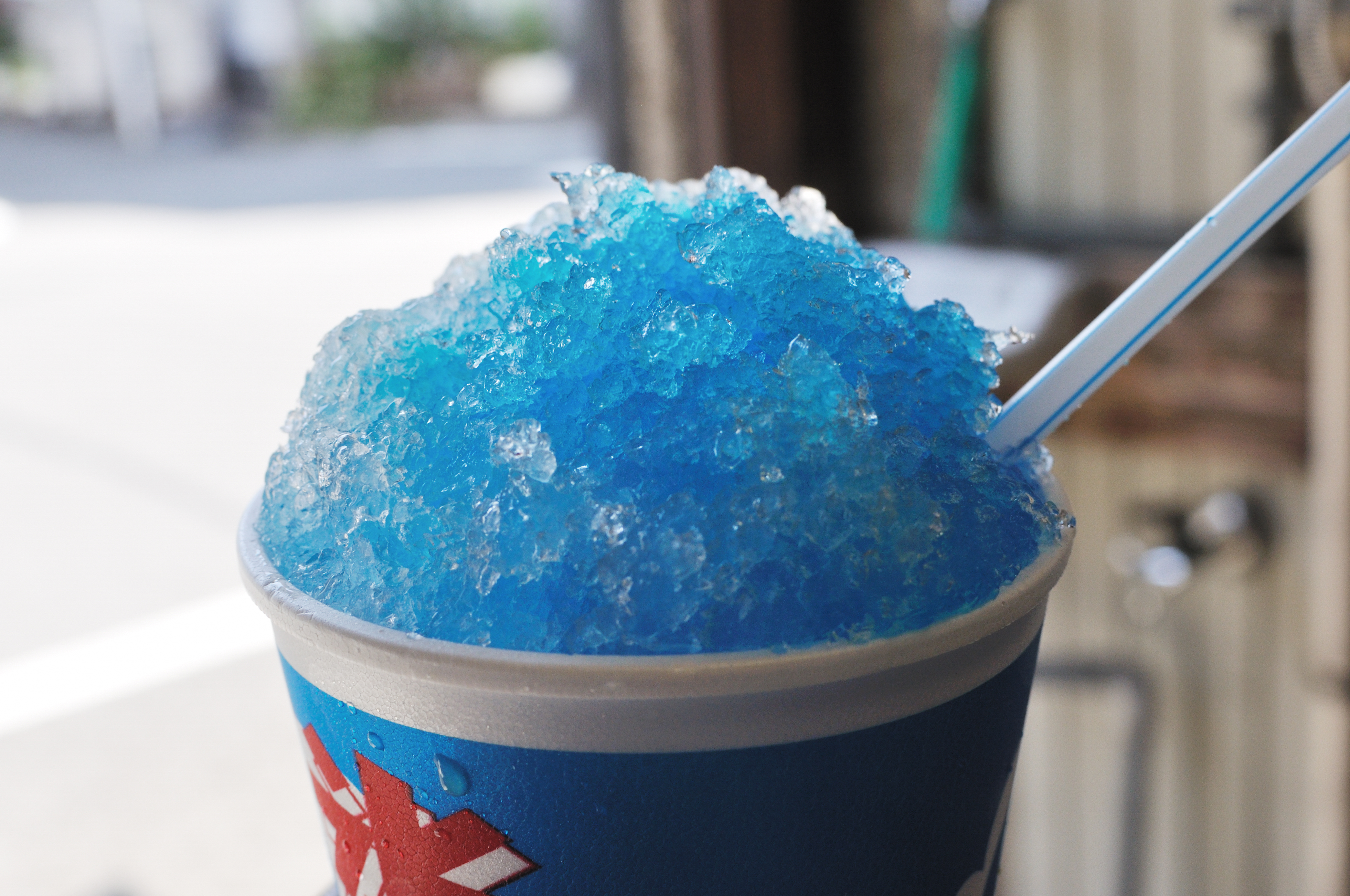
Голубий какігорі
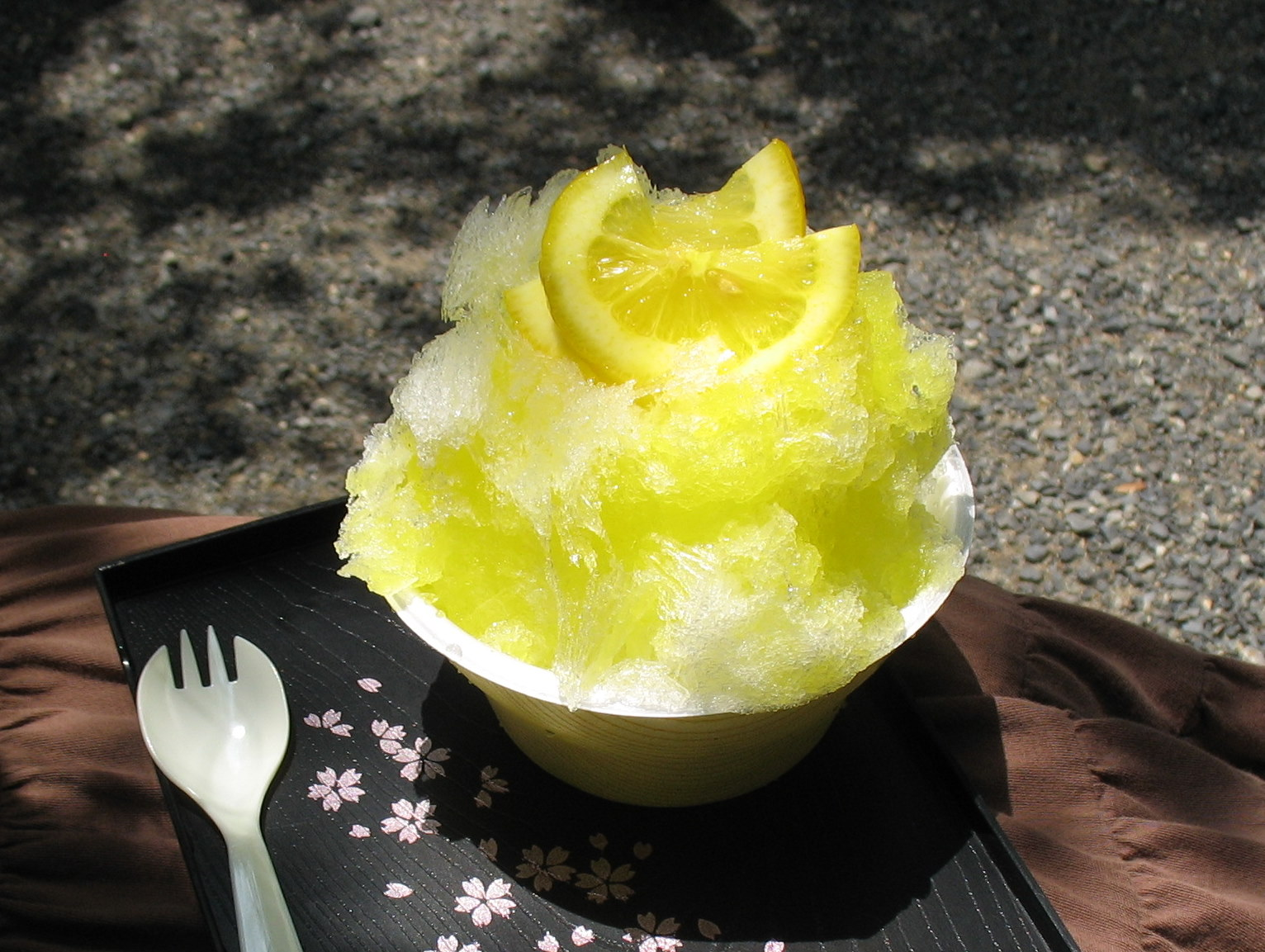
Какігорі з лимоном
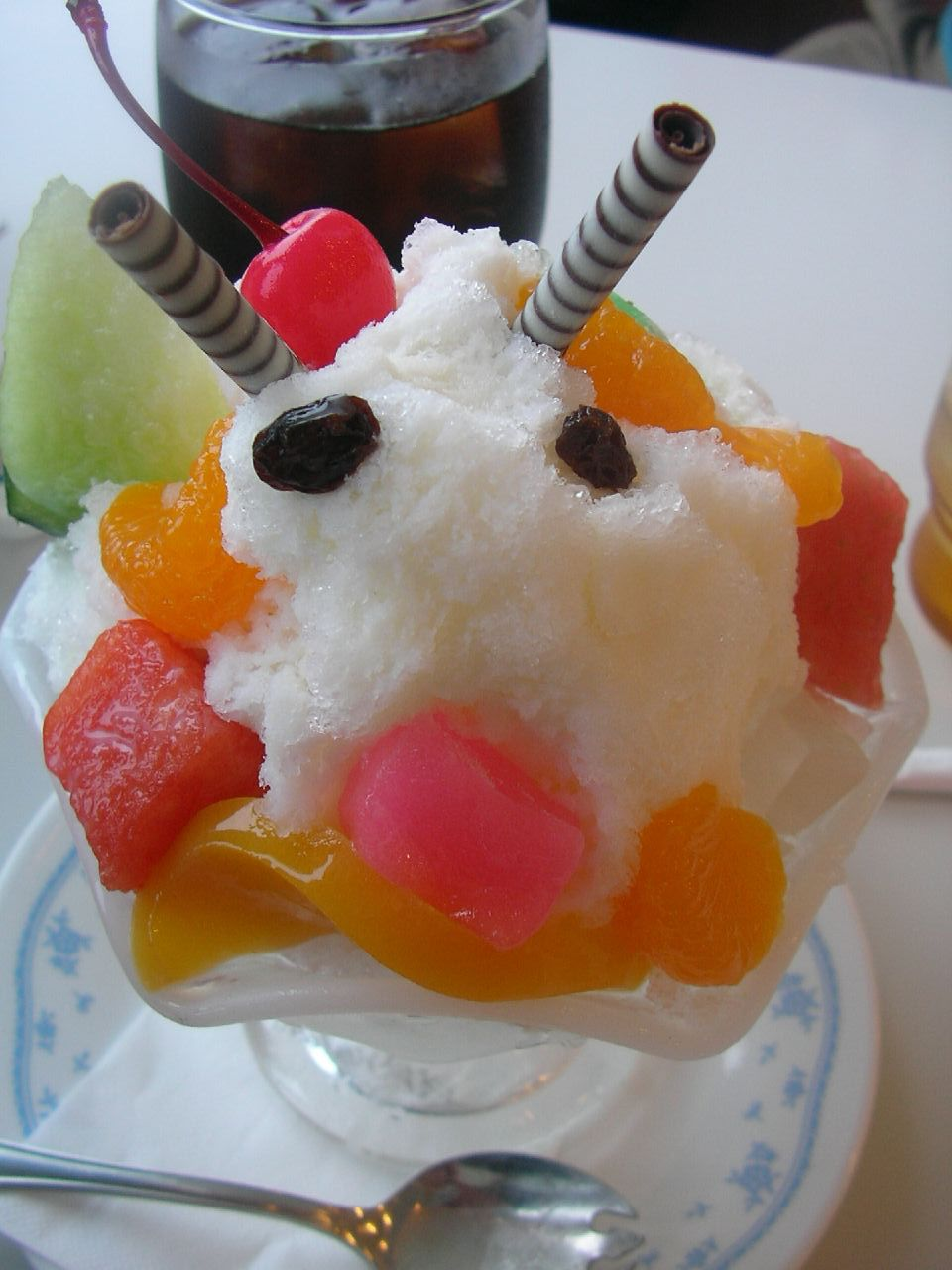
Шірокума